# Mỹ Phú Đông
Mỹ Phú Đông là một xã thuộc huyện Thoại Sơn, tỉnh An Giang, Việt Nam.

## Địa lý
Xã Mỹ Phú Đông trung tâm huyện Thoại Sơn, có vị trí địa lý: 
- Phía đông giáp xã Định Mỹ
- Phía tây giáp xã An Bình và xã Tây Phú
- Phía nam giáp xã Vọng Đông và xã Thoại Giang
- Phía bắc giáp xã Vĩnh Phú.

Xã Mỹ Phú Đông có diện tích 30,90 km², dân số năm 2019 là 3.903 người, mật độ dân số đạt 126 người/km².

## Hành chính
Xã Mỹ Phú Đông được chia thành 3 ấp: Tân Đông, Tân Mỹ và Tân Phú.